# Luba-Schwert
Das Luba-Schwert ist eine Waffe aus Afrika.

## Beschreibung
Das Luba-Schwert hat eine zweischneidige, breite Klinge. Die Klinge hat einen doppelten Mittelgrat, der sich im Ortbereich in drei Abschnitte aufteilt. Die Klinge wird vom Heft zum Ort breiter.  Etwa nach zwei Dritteln der Gesamtlänge ist die Klinge an der Schneide eingekerbt und läuft danach breiter werdend zum Ort, um zu einem waffentypischen Ort zusammenzulaufen. Der Ort ist leicht abgerundet. Das Heft besteht aus Holz und ist rund gearbeitet. Es gibt mehrere Versionen. Das Luba-Schwert wird von Ethnien in Afrika benutzt.